# Марин Ников
Марин Ников Арнаудов е български революционер, член на Шуменския частен революционен комитет, Ботев четник.

## Биография
Роден е през 1855 г. Баща му Нико Арнаудов, родом от Върбица, е богат абаджия и търговец, а Марин е най-малкият син на семейството. Завършва шуменското взаимно училище, а след това работи в дюкяна на баща си.
Заедно с по-големия си брат Георги, Марин става член на Шуменския революционен комитет още при сформирането му през 1869 г. И двамата активно сътрудничат на Панайот Волов по време на неговото председателство. Георги Ников става участник в Шуменската въстаническа чета в подкрепа на Старозагорското въстание през септември 1875 г., но за Марин няма сведения. Предполага се, че за да избегне арестите срещу бунтовниците, Марин Ников забягва в Румъния.
През 1876 г. се записва в Ботевата чета. Издирванията на неговия брат Георги, който е сред заловените и заточени в Мосул (град в днешен Северен Ирак) показват, че Марин се качва на кораба „Радецки” в Гюргево и загива на връх Околчица в деня на гибелта на Христо Ботев – 20 май (1 юни нов стил) 1876 г.